# Ojaswi Rajanya Orden
Ojaswi Rajanya Orden ("Suveræn Velvillige Orden") var en nepalesisk ridderorden. Den blev givet til udenlandske statsoverhoveder, udenlandske eller nepalesiske monarker.
Ordren blev indstiftet den 14. maj 1934 af kong Tribhuvan Bir Bikram Shah Dev. Det var den højeste orden i Nepal, indtil Nepal Pratap Bhaskara ("Nepalesisk Æresdekoration") blev indført i 1966.